# 李KPA
李 KPA（すもも ケイピーエイ）は、日本の男性イラストレーター、漫画家。青森県三沢市出身。
雑誌表紙、カラー漫画、CGアート、ゲーム原画、4コマ漫画、キャラクターデザインやアイテムデザイン等を行なっている。リアルとデフォルメを融合させた手法を用い、それは成年向け漫画雑誌「コミックムーグ」の編集により「ネオリアル」と称されている。

## 経歴
1994年、成年向け漫画雑誌「COMIC Zip」（フランス書院）にてデビュー。その後コンシューマゲーム会社サイ・メイトの創設メンバーとなり、1997年に同社より派生したアダルトゲームメーカーのアクアハウスを経て2003年に独立。4コマ漫画を初めカラーイラスト、カラー漫画、コンピュータゲームの原画など、リアルな女性画からデフォルメされたキャラクターデザインは勿論、オンラインゲームの武器デザインまで、多岐にわたって活動している。
2005年11月から成年向け漫画雑誌「コミックムーグ」（ジーウォーク）において巻頭カラーの4ページ漫画を連載開始。2006年8月発売の10月号を最後に一時連載休止になっていたが、約1年後の2007年7月発売の9月号から再開。2008年10月発売の12月号まで続いた。
2006年8月からはハンビットのMMORPG『ネオスチーム』の日本版専属イラストレーターとしても活躍している。同作品では公式イラストレーターとしては異色のブログで人気を博し、「運営でもない、プレイヤーでもない第3の立場」を確立。当時のインタビューがゲーム専門サイト「4Gamer.net」にて2度に渡り掲載されている。
また、2007年6月からはゲームポットのMMORPG『CABAL ONLINE』の日本専属イラストレーターとしての活動も始まった。同作品においても同年6月から、メールマガジンCABAL News Networkにおいても4コマ漫画がスタート。
10月からは公式ブログもスタートした。ユーザーのリクエストに応えて非公式ながらも、オリジナル壁紙を描いている。
2008年12月には、ネオリアル手法初の単行本「ぷらむコンチェルト」がジーウォークから発売。主にコミックムーグで掲載された漫画を収録しているが、全体の3分の2がカラー漫画と云う少し珍しい単行本になっている。
また、同じ時期から「CABAL ONLINE」と同じ「ゲームポット」のオンラインゲームFPS『ペーパーマン』にて非公式ながらイラストも手がけている。その様子はスタッフブログ中に名前が記載されている事からわかる。「ペーパーマン」がゲームポットで再開して以降の新しいイラストは、ほぼ氏のイラストである。
さらに同時期、出身地である青森県三沢市特産のほっき貝を擬人化した、いわゆるゆるキャラの「ホッキーナ」＆「ほきのすけ」のデザインも手がけた。2009年12月には同市において、着ぐるみにもなっている。　

## 作風・人物

### ネオリアル
デフォルメされた画風からリアルな画風まで、複数の絵柄を作品ごとに使い分けている。そのなかでも主な手法となっている「ネオリアル」とは、リアル画にデフォルメ画を取り込んだリアル寄りの中間的な絵の手法であり、成年向け漫画雑誌「コミックムーグ」の編集にて命名された呼称である。

### 「わんたん」騒動
李は『ネオスチーム』の公式サイト上でブログを持ち、その中で「わんたん」という女性の獣人（同作品中における「タルン」）のキャラクターを考案した。これは『ネオスチーム』には実際に存在しないオリジナルのキャラクターではあったが、李は「いずれ実際に使えるプレイヤーキャラクターにしたい」と語っていた。
念願かなってか、2007年6月より実際に女性のタルンのデザインが実装されることとなった。しかし、それは李が考案したものとは大きく異なるデザインのものとなってしまっており、なおかつ時期をほぼ同じくして、李が開発に関われる立場から公式イラストのみの担当に降格されてしまうという結末となってしまった。李が降格された理由は不明である。
以後の「ペーパーマン」においても獣人キャラクター「テリシア」にこだわりを見せている。

## 作品
コンシューマーゲーム
- パップブリーダー（サイ・メイト　1996年11月1日　キャラクターデザイン・CG他）
- 闘龍伝説エランドール（サイ・メイト　1999年1月14日　キャラクターデザイン・CG他）

オンラインゲーム
- ネオスチーム（ハンビット　2006年7月〜　オンラインゲームMMORPG　公式イラストレータ）
- CABAL ONLINE（ゲームポット　2007年5月〜　オンラインゲームMMORPG　公式イラストレータ）
- ペーパーマン（ゲームポット　2008年12月〜　オンラインゲームFPS　公式HPイラスト/壁紙/アバターデザイン）
- ファンタジーアース ゼロ（ゲームポット　2009年6月〜　オンラインゲームMMORPG　メールマガジンイラスト）

イメージキャラクター・デザイン
- ホッキーナ・ほきのすけ（三沢市　2008年11月〜　三沢市名物ホッキ丼キャラクター　キャラクターデザイン）
- ニャ〜エル（萌えプリ　2006年10月〜　サイトイメージキャラ　キャラクターデザイン）
- サワレンジャーTシャツ（三沢市　御当地ヒーロー　2008年11月〜　公認Tシャツ　デザイン）

成人向けゲーム
- 遊女学園（アクアハウス　1999年8月6日　成人向けゲーム/原画）
- 開運戦隊巫女サンレンジャー（アクアハウス　1999年10月29日　成人向けゲーム/原画）
- 忍ノ華 〜くノ一姉妹の挑戦〜（アクアハウス　2000年5月19日　成人向けゲーム/原画
- 見参!!桃ちゃん侍（アクアハウス　2000年8月25日　成人向けゲーム/原画
- 開運戦隊 巫女サンレンジャーりべんじ（アクアハウス　2001年1月19日　成人向けゲーム/原画）
- VICTIM ~堕天使の契り~（アクアハウス　2001年9月11日　成人向けゲーム/原画）
- 館の奥様（アクアハウス　2001年12月28日　成人向けゲーム/原画）
- Raven~祈る少女を堕とす術~ （アクアハウス　2002年2月22日　成人向けゲーム/原画）
- すきスキお兄ちゃん ~The Pretty Little Sister~（アクアハウス　2002年4月5日　成人向けゲーム/原画）
- 淫らな看護婦物語（アクアハウス　2002年10月4日　成人向けゲーム/原画）
- どきドキお兄ちゃん（アクアハウス　2002年12月13日　成人向けゲーム/原画）
- 姉妹教師丼（mini　2005年7月29日　成人向けゲーム/原画・彩色）
- 女将・静香 〜熟れた果実が堕ちる刻〜（mini-mam　2007年4月27日　成人向けゲーム/原画・彩色）
- Sweet rooM ～やって!やられて!?お姉ちゃん～（ディーゼルマイン(Q-Max)　2007年12月21日　成人向けゲーム/原画・彩色）
- 新妻と誘拐犯〜寝取り孕ませ計画〜（(Guilty+)　2008年12月19日（DL版）2008年12月26日（パッケージ版）　成人向けゲーム/原画）

成人向け漫画・小説挿絵
- 誰よりきっと近いから（フランス書院　1996年5月10日　成人向け漫画）
- すもも☆しぇいく（シーズ情報出版　2004年3月25日　成人向け漫画）
- すもも☆みるふぃーゆ（シーズ情報出版　2004年10月27日　成人向け漫画）
- 人妻戦隊マダムファイブ（キルタイムコミュニケーション、二次元ドリーム文庫　2005年3月17日　成人向け小説/挿絵）
- 義姉体験〜恋人は兄嫁〜（キルタイムコミュニケーション、リアルドリーム文庫5　2008年9月22日　成人向け小説/挿絵）
- ぷらむコンチェルト（ジーウォーク、ムーグコミックス　2008年12月5日　成人向け漫画）